# Луцій В. Німан
Луцій Вільям Німан (13 грудня 1857 – 1 жовтня 1935) — американський бізнесмен і засновник The Milwaukee Journal (Мілвокі Джорнал Сентінел).

## Біографія
Народився в Бер-Веллі (округ Саук, штат Вісконсін). Батько Люціуса був Конрад Німан, мати — Сара Елізабет. У нього також була старша сестра Віолетта. 
Люцію було два роки, коли помер його батько. Мати відвезла його до своїх батьків: Г. Г. та Сьюзен Куппернолл у Муквонаго. Місцевий шкільний вчитель поселився в їхньому будинку, тож Люціус проводив час в компанії дорослих і це йому пішло на користь. 
Терон Хейт, редактор газетиThe Waukesha Freeman, допоміг Люціусу на початок у видавничій галузі. У 12 років він був налаштований працювати різноробочим, і зрештою навчився друкувати . Ця майстерність привела його до цеху набору газетних текстів The Milwaukee Sentinel в 1871 році. З метою стати журналістом, Люціус повернувся до бабусі Деламатер і навчався в коледжі Керролла в Ваукеші.
Люціус став репортером Waukesha  для газети The Milwaukee Sentinel. Газета продовжувала наймати Люціуса, як репортера в Мілвокі, згодом як кореспондента в Медісоні у 1875 році, який висвітлював урядові справи в столиці штату. У 1876 році він став головним редактором.
У 1880 році Німан відправився в Сент-Пол, штат Міннесота, як головний редактор газети Saint Paul Dispatch. Не зважаючи на те, що Німан успішно підвищив тираж і рекламу, він покинув Міннесоту і повернувся до Вісконсіна. Там Пітер В. Дойстер балотувався на переобрання в Конгрес і видавав The Daily Journal з метою популяризації своєї кампанії. 11 грудня 1882 року Німан придбав половину частки в газеті. Деустер повернувся до Вашингтона, а Німан став головним редактором і був незалежний в редакції. Назву змінили на The Milwaukee Journal, і зі скромних початків газета розрослась, і стала конкурентом газети The Sentinel у Мілвокі. 
Німан мав намір створити «канал для вираження поглядів, який не контролюють «боси» і некорумпований політичною «машиною».  Періодичне видання виступало за «регулювання комунальних послуг, збереження природних ресурсів держави, відновлення лісів, розвиток водно-енергетичних ресурсів держави та кращу проєкт автомобільних доріг». 
У 1895 році Німан відгукнувся на прохання допомогти незаможнім. «Було б дуже добре, щоб жінки вели Журнал», — сказав він. З 22 лютого чоловіків у редакції  замінили жінки-репортери та керівники. 
Агнес Елізабет Гюнтер Валь стала місіс Німан 29 листопада 1900 року. Її батько Крістіан Валь відомий як «батько системи громадських парків Мілвокі». 
Люціус В. Німан помер у Мілвокі 1 жовтня 1935 року  .

## Життєвий здобуток
Журналістський фонд Німана був заснований після того, як вдова Агнес Валь Німан, залишила 1 мільйон доларів Гарвардському університету у своєму заповіті в 1937 році.
Стипендії Німана для навчання в Гарварді надається досвідченим журналістам. Заповіт оформили, коли Джеймс Брайант Конант був президентом Гарварду. Пані Німан обумовила, що кошти будуть використані для підвищення стандартів журналістики. Програма стипендій для найкращих журналістів була створена Конантом. 
The Niemanlab охоплює Nieman Foundation, Nieman Reports та Nieman Storyboard. Журналістику підзвітності підтримував Nieman Watchdog.  Підзвітність продовжується в Nieman Reports.
В Університеті Маркетт у Мілвокі кафедра журналістики та медіазнавства назвала кафедру журналістики Люціуса В. Німана. 